# MBB/Kawasaki BK117

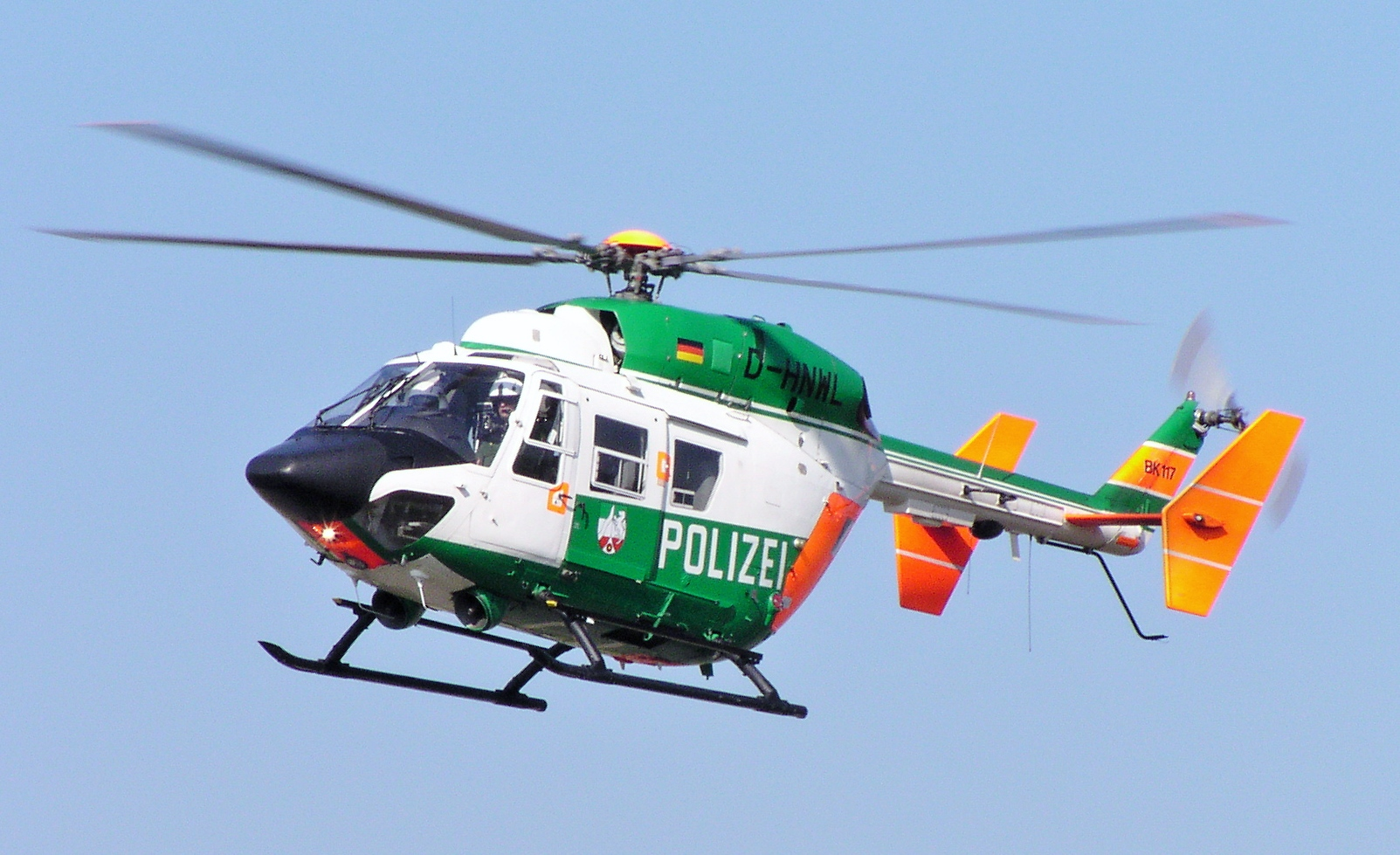
BK117

De MBB/Kawasaki BK117 is een tweemotorig middelgrote utility/transport helikopter. Het was een gezamenlijke ontwikkeling van MBB uit Duitsland en Kawasaki uit Japan. MBB werd onderdeel van Eurocopter, wat weer een onderdeel is van EADS. 
De BK117 vloog voor het eerst in 1979 en sindsdien zijn er bijna vierhonderd van gebouwd. 
Vele varianten van dit type zijn gebouwd, zowel civiel als voor militaire markten. Hij wordt ook veel gebruikt als reddingshelikopter.
De modernste versie van dit toestel is de BK117 C-2, welke de EC-145 werd toen de MBB productlijn werd toegevoegd aan Eurocopter. Dit werd de opvolger van de BK117. Veel constructiekarakteristieken van de EC-135 zijn ook weer gebruikt in de EC-145.
Ook de BK117 borduurde voort op vroegere ontwerpen, met name de Bölkow Bo-105. Kawasaki had hiervoor helikopters gebouwd in licentie van Boeing Vertol, Bell Helicopters, en andere (zoals de Hughes H-6). 

## Militaire gebruikers
- Chili, Irak, Japan, Zuid-Afrika, Verenigde Arabische Emiraten